# UEFA Golden Jubilee Poll
De UEFA Golden Jubilee Poll was een online opiniepeiling op de website van de UEFA, welke deel uitmaakte van het 50-jarige jubileum dat de Europese voetbalbond in 2004 vierde. Bezoekers van de site werd gevraagd om hun stem uit te brengen op tien van hun favoriete spelers die konden worden gekozen uit een shortlist van in totaal 250 voetballers. Er deden ruim 150.000 bezoekers mee, wat resulteerde in meer dan zeven miljoen stemmen. De Fransman Zinédine Zidane won uiteindelijk de stemming, kort voor de Duitser Franz Beckenbauer.   

## Volledige uitslag
|    | Speler                   | Nationaliteit            | Stemmen |
| -- | ------------------------ | ------------------------ | ------- |
| 1  | Zinédine Zidane          | Frankrijk                | 123.582 |
| 2  | Franz Beckenbauer        | Bondsrepubliek Duitsland | 122,569 |
| 3  | Johan Cruijff            | Nederland                | 119.332 |
| 4  | Marco van Basten         | Nederland                | 117.987 |
| 5  | Dino Zoff                | Italië                   | 114.529 |
| 6  | Alfredo Di Stéfano       | Argentinië Spanje        | 107.435 |
| 7  | Eusébio                  | Mozambique Portugal      | 103.937 |
| 8  | Lev Jasjin               | Sovjet-Unie              | 101.862 |
| 9  | Michel Platini           | Frankrijk                | 99.380  |
| 10 | Paolo Maldini            | Italië                   | 95.497  |
| 11 | Ferenc Puskás            | Hongarije Spanje         | 94.361  |
| 12 | Paolo Rossi              | Italië                   | 91.194  |
| 13 | Ruud Gullit              | Nederland                | 91.001  |
| 14 | Bobby Charlton           | Engeland                 | 89.921  |
| 15 | Lothar Matthäus          | Bondsrepubliek Duitsland | 86.798  |
| 16 | Karl-Heinz Rummenigge    | Bondsrepubliek Duitsland | 86.649  |
| 17 | Franco Baresi            | Italië                   | 83.800  |
| 18 | Gerd Müller              | Bondsrepubliek Duitsland | 82.668  |
| 19 | George Best              | Noord-Ierland            | 79.036  |
| 20 | Kevin Keegan             | Engeland                 | 78.840  |
| 21 | Frank Rijkaard           | Nederland                | 71.333  |
| 22 | David Beckham            | Engeland                 | 71.299  |
| 23 | Bobby Moore              | Engeland                 | 70.884  |
| 24 | Roberto Baggio           | Italië                   | 68.239  |
| 25 | Michael Laudrup          | Denemarken               | 67.484  |
| 26 | Ronald Koeman            | Nederland                | 66.661  |
| 27 | Peter Schmeichel         | Denemarken               | 66.463  |
| 28 | Gheorghe Hagi            | Roemenië                 | 62.383  |
| 29 | Sepp Maier               | Bondsrepubliek Duitsland | 62.375  |
| 30 | Oliver Kahn              | Duitsland                | 58.151  |
| 31 | Luís Figo                | Portugal                 | 58.078  |
| 32 | Raúl González            | Spanje                   | 56.880  |
| 33 | Berti Vogts              | Bondsrepubliek Duitsland | 55.398  |
| 34 | Johan Neeskens           | Nederland                | 54.796  |
| 35 | Gianni Rivera            | Italië                   | 53.874  |
| 36 | José Antonio Camacho     | Spanje                   | 53.873  |
| 37 | Marco Tardelli           | Italië                   | 53.732  |
| 38 | Just Fontaine            | Frankrijk                | 53.612  |
| 39 | Peter Shilton            | Engeland                 | 50.841  |
| 40 | Bernd Schuster           | Bondsrepubliek Duitsland | 50.247  |
| 41 | Raymond Kopa             | Frankrijk                | 49.504  |
| 42 | Éric Cantona             | Frankrijk                | 48.436  |
| 43 | Stanley Matthews         | Engeland                 | 47.915  |
| 44 | Ruud van Nistelrooij     | Nederland                | 47.398  |
| 45 | Valentin Kozmitsj Ivanov | Sovjet-Unie              | 46.022  |
| 46 | Gary Lineker             | Engeland                 | 44.787  |
| 47 | Alessandro Nesta         | Italië                   | 44.667  |
| 48 | José Santamaría          | Uruguay Spanje           | 43.690  |
| 49 | Alessandro Del Piero     | Italië                   | 43.227  |
| 50 | Alessandro Costacurta    | Italië                   | 42.511  |